# Anisodes aurora
Anisodes aurora là một loài bướm đêm trong họ Geometridae.